# جو کارافیات
جو کارافیات (انگلیسی: Joe Karafiát؛ زادهٔ ۱۹۵۷ (۶۷–۶۸ سال)) خواننده و گیتاریست اهل کشور جمهوری چک است. در سال ۱۹۸۰ از چکسلواکی به لندن مهاجرت کرد و پس از دو سال انگلیس را ترک کرد. او که در کانادا اقامت گزید، با نوازندگان مختلفی نواخت و همچنین آلبومی را با وراتیسلاو برابنتس ضبط کرد. او پس از انقلاب مخملی، به پراگ بازگشت